# Sala da tè

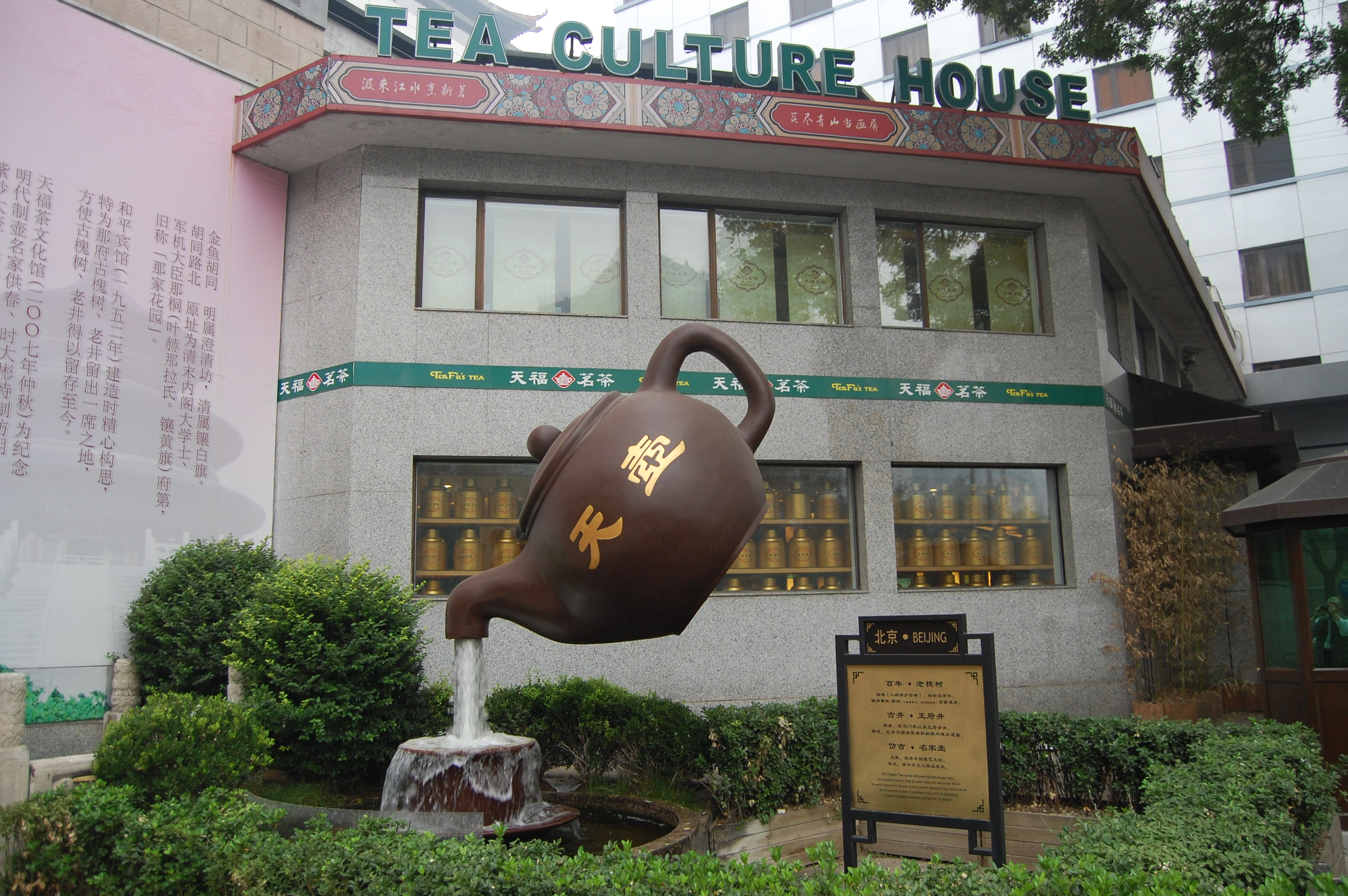
Veduta di una sala da tè cinese

Una sala da tè, o, specie in riferimento a quelle orientali, casa da tè, (francese: salon de thé) è un esercizio pubblico la cui principale attività è quella di servire tale bevanda.
L'aspetto e le funzioni delle sale da tè variano largamente nei vari paesi e culture, e laddove il tè costituisce una bevanda particolarmente diffusa si ha spesso una moltitudine di tipologie diverse di tale locale.

## Letearoomnel Regno Unito e nelle colonie britanniche
Nel Regno Unito e negli altri paesi anglosassoni le sale da tè (tearoom) sono in genere locali di piccole dimensioni, rivolti particolarmente al pubblico femminile e dall'atmosfera tranquilla e raccolta, in cui vengono serviti il tè e degli spuntini leggeri. In tali locali ci si può aspettare di vedersi servire un cream tea (detto anche Devonshire tea), di sovente servito in un servizio di fine porcellana, accompagnato da scones con confettura e clotted cream. Un'altra consuetudine è quella di consumare presso la tearoom un high tea, una via di mezzo tra il tè pomeridiano e la cena, servito in genere tra le 17:00 e le 18:00.
La prima sala da tè inglese di cui si abbia notizia fu aperta da John Twining nel 1706 al numero 216 dello Strand di Londra, dove si trova tuttora. A Londra vi è anche una lunga tradizione di celebri sale da tè situate all'interno di prestigiosi hotel.
Una particolarità delle sale da tè anglosassoni della prima metà del '900 era la presenza abituale di un cartomante o chiromante che offriva i suoi servizi divinatori ai clienti della tearoom: tale usanza, caduta in seguito in disuso ma rimasta impressa nell'immaginario popolare, è ancora oggi mantenuta in vita da alcune sale da tè occasionalmente o come elemento caratteristico.

## In Francia, nei paesi francofoni e in Italia
In Francia, paese famoso per i suoi cafés, il salon de thé ha per lo più caratteristiche di pasticceria con servizio ai tavoli (modello ripreso e diffusosi anche nella vicina Italia). Locali rivolti in primo luogo a una clientela femminile, essi hanno anche condiviso con l'ambiente del café il ruolo di ritrovo letterario e intellettuale.

## In Giappone
In Giappone il termine chashitsu indica i locali adibiti allo svolgersi della cha no yu, costruiti secondo precisi canoni architettonici volti ad esaltare le caratteristiche estetiche e intellettuali della cerimonia stessa.
Una tipologia peculiare di case da tè giapponese è l'ochaya, termine che si riferisce agli esclusivi locali in cui i ricchi maschi venivano, e vengono tuttora, intrattenuti dalle geishe. Particolarmente famose sono le tradizionali ochaya di Kyoto, specialmente quelle dell'antico quartiere di Gion.

## In Cina
In Cina le case da tè (茶館T, 茶馆S, cháguǎnP o 茶屋S, cháwūP) svolgono la funzione sociale che nell'Europa continentale è svolta dal bar e nel Regno Unito e in Irlanda dal pub, con la sola differenza che la principale bevanda servita è appunto il tè anziché caffè o alcolici. I cinesi si recano alla casa da tè per chiacchierare e socializzare, utilizzandola anche come luogo di appuntamento e di ritrovo. Il tè è spesso servito accompagnato dai dim sum (stuzzichini cinesi).
In seguito all'emigrazione cinese le sale da tè in stile cantonese (chiamate 茶樓T, 茶楼S, chálóuP, cantonese jyutping: caa4 laau4) sono diventate particolarmente diffuse anche nelle grandi città statunitensi come New York e San Francisco.
Nelle case da tè cinesi, il tè può essere servito già pronto o preparato direttamente al tavolo da una maestra di cerimonia che utilizza accessori e utensili speciali. Il più diffuso tra questi metodi di servizio è quello conosciuto con il nome Gong Fu Cha (Kung Fu Cha).
L'opera teatrale Casa da tè di Lao She è ambientata nella casa da tè di Wang Lifa, a Pechino e si svolge in tre diversi periodi: sotto l'impero nel 1898, nel 1910 e alla fine della Seconda Guerra Mondiale.